# Élection présidentielle de 1992 en république du Congo
L'élection présidentielle de 1992 en république du Congo s'est tenue en août 1992 en deux tours. Elle avait pour but d’élire au pouvoir ou de renouveler le mandat de Denis Sassou-Nguesso à la présidence de la République pour un mandat de cinq ans par l'ensemble des citoyens au suffrage universel direct. Elle a eu lieu les dimanche 9 août et 16 août 1992.
C'est la première élection démocratique depuis l'instauration du multipartisme en 1991. C'est également la première fois depuis 1963 qu'une élection ne se déroule pas en congrès interne d'un parti politique.
Denis Sassou Nguesso est le premier président à être battu lors d'une élection.
L'investiture du président de la République eut lieu le 31 août 1992.

## Contexte
Le 9 novembre 1989, le mur de Berlin s'est effondré. Cela était le premier évènement d'une longue série qui aboutirent à la chute du bloc communiste et de l'URSS. En juin 1990, François Mitterrand a invité l'ensemble des pays africains à commencer une transition vers la démocratie et le multipartisme. En décembre 1990, le congrès extraordinaire du PCT décide l'instauration immédiate du multipartisme en république du Congo et annonce la convocation d'une élection législative pour mars 1992.
En avril 1992, Denis Sassou-Nguesso confirme la tenue d'une élection présidentielle.

## Dates
- dimanche 9 août : premier tour
- dimanche 16 août : second tour

## Candidats

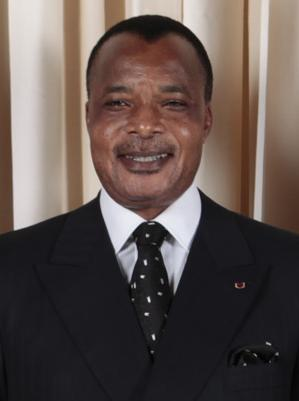
Denis Sassou-Nguesso Parti congolais du travail (1979 : 100 % - 1984 : 100 % - 1989 : 100 %)
Bernard Kolélas Mouvement congolais pour la démocratie et le développement intégral
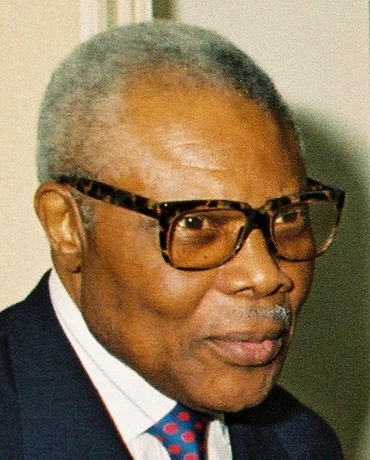
Pascal Lissouba Union panafricaine pour la démocratie sociale
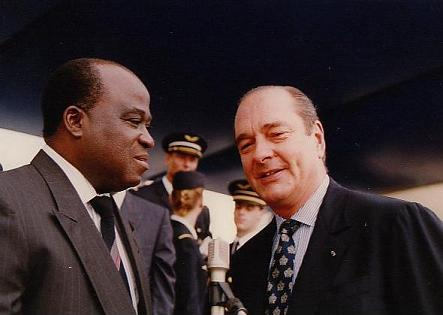
André Milongo Sans étiquette

## Résultats
Denis Sassou-Nguesso, président en exercice depuis 1979, réélu en 1984 et en 1989 était opposé à trois candidats passibles de se qualifier pour le second tour. Il s'agissait de Pascal Lissouba, ancien premier ministre, d'André Milongo, le premier ministre en exercice ainsi que de Bernard Kolélas.
Au premier tour, il arrive en troisième position derrière Pascal Lissouba et Bernard Kolélas, mais devant son premier ministre André Milongo.